# تیک‌تاک (شبکه اجتماعی)
تیک‌تاک (به انگلیسی: TikTok) یک رسانه اجتماعی رایگان است که برای سیستم‌عامل‌های آی‌آواس و اندروید در دسترس است. تیک‌تاک در آغاز با عنوان دوئین (به چینی: 抖音) در سپتامبر ۲۰۱۶ در چین عرضه شد و عرضه آن برای خارج از چین، با عنوان تیک‌تاک و در سال ۲۰۱۷ صورت گرفت. تیک‌تاک به کاربران اجازه می‌دهد که ویدئوهایی از ۳ ثانیه تا ۱۰ دقیقه ساخته و بارگذاری کنند و از نمایش آنان درآمدزایی دلاری داشته باشند.
از هنگام راه‌اندازی، تیک‌تاک و دوئین آوازه‌ای جهانی یافتند. در اکتبر ۲۰۲۰، اپ آن از ۲ میلیارد دانلود موبایل در سراسر جهان گذر کرد. کلادفلر اعلام کرد که با پیشی گرفتن از گوگل، تیک‌تاک محبوب‌ترین وب‌سایت سال ۲۰۲۱ بوده‌است. این اپلیکیشن از رقبای اصلی اینستاگرام و فیسبوک موبایل دانسته شده‌است و موضاعات اصلی آن شامل سرگرمی، چالش‌های رقص، فرهنگ، دوربین مخفی و محتوای اطلاعاتی می‌شود.
برخی محتوای تیک‌تاک همچون اخبار جنگ اوکراین و رقص توورک توسط زنان اروپایی که از طریق سلطه‌گری زنانه بر درآمد دختران از تیک‌تاک اضافه می‌کرد با نقد رسانه‌ها همراه شدند. بسیاری از رسانه‌ها نیز به استفاده از رقص باسن زنان سفیدپوست برای حفظ بیشتر کاربران در تیک‌تاک اشاره داشتند. بسیاری از مردان کاربر اپ اندروید در یک نظرسنجی گفته‌اند پس از دیدن کلیپ‌های رقص تیک‌تاک بلافاصله تمام شبکه‌های اجتماعی زن رقصنده را دنبال می‌کرده‌اند و دست کم دو بار در سال به لینک‌های پرداخت موجود در صفحات زنان رقصنده مبالغ بالایی واریز داشته‌اند. این اپلیکیشن با خرید و تغییر برند اپلیکیشن آمریکایی موزیکال لی در کشورهای غربی آغاز به کار کرد. در سال ۲۰۲۰ نگرانی از تهدید امنیت ملی آمریکا و قرارگرفتن داده‌های مردم آمریکا در دست دولت کمونیست چین باعث شد که دولت فدرال ایالات متحده آمریکا تهدید به بستن آن در محدوده خاک خود کند. با این حال گفتگوهایی از سوی شرکت آمریکایی مایکروسافت با طرف چینی آغاز شد تا بخشی از آن توسط طرف آمریکایی خریداری و بدین نحو از امنیت داده‌های کاربران اطمینان حاصل شود. ضرب‌الاجل گفتگوها ۱۵ سپتامبر ۲۰۲۰ قرار داده شد. بخش آمریکای تیک تاک به یک شرکت آمریکایی با نام TikTok Global تبدیل می‌شود که مقر آن در آمریکا قرار خواهد داشت. از این شرکت جدید ۱۲٫۵ درصد سهم به اوراکل، ۷٫۵ درصد به والمارت و ۸۰ درصد به شرکت چینی ByteDance، صاحب فعلی تیک تاک، تعلق خواهد داشت. اما چون ۴۰ درصد از سهام شرکت بایت دنس در اختیار سرمایه‌گذاران آمریکایی است، عمدهٔ این شرکت جدید متعلق به شرکت‌های آمریکایی خواهد بود. گفته می‌شود اوراکل و والمارت جمعاً ۱۲ میلیارد دلار برای این میزان از سهم قرارست به بایت دنس پول پرداخت کنند.

## ویژگی‌ها و درونمایه
این اپلیکیشن موبایل به کاربران اجازه می‌دهد ویدیوهای کوتاهی بسازند که بیشتر دارای موسیقی در پس‌زمینه هستند و می‌توان آن‌ها را با فیلترهایی دگرگون یا ویرایش کرد. آنها همچنین می‌توانند صدای خود را نیز به موسیقی پس زمینه اضافه کنند. برای ایجاد یک موزیک ویدیو با این برنامه، کاربران می‌توانند موسیقی پس‌زمینه را از طیف گسترده‌ای از ژانرهای موسیقی گزینش کنند، با فیلتر ویرایش کنند و پیش از آپلود آن را دیده یا در وبگاه‌های دیگر نیز به اشتراک بگذارند. ابزاری که کنترل بالایی بر مخاطب را ایجاد می‌کند چرا که در نمونه‌ای دختران حرکات بدن و رقص باسن خود را با ضرب و موسیقی ویرایش‌شده‌ای خاص همراه می‌کردند که گونه‌ای کنترل ذهنی بر مردان را در پی داشت که از طریق سلطه‌گری زنانه بر درآمد دختران اضافه می‌کرد. بسیاری از مردان کاربر اپ اندروید در یک نظرسنجی گفته‌اند پس از دیدن کلیپ‌های رقص تیک‌تاک بلافاصله تمام شبکه‌های اجتماعی زن رقصنده را دنبال می‌کرده‌اند و دست کم دو بار در سال به لینک‌های پرداخت موجود در صفحات زنان رقصنده مبالغ بالایی واریز داشته‌اند. این روش درآمدزایی زنان در این اپلیکیشن مورد نقد بسیاری بوده‌است.

### درآمد برای کاربران
از مه ۲۰۲۲ سیستم تازه‌ای برای درآمدزایی دلاری کاربران فعال شد که در شرایطی تا نیمی از درآمد نمایش تبلیغات در اپ را به کاربر می‌دهد. درآمدهای مربوط به تبلیغات بیشتر به پیج‌های رسمی و رقص زنان تعلق گرفت.

### فرهنگ «PAWG»
تیک‌تاک به صورت پیوسته زیرساختی برای انتشار و تبلیغ فرهنگ پاوگ ((به انگلیسی: PAWG); به معنای: دختر سفیدپوست باسن‌گنده) بوده‌است و دختران سفیدپوست (غربی) با بهره‌گیری از تیک‌تاک و امکان انواع رقص باسن و تلفیق با موسیقی در این اپلیکیشن بسیاری از هشتگ‌های پربازدید را در اختیار دارند. در سال ۲۰۲۲ از تگ‌های رقص و موسیقی گرفته تا اقتصادی و خبری همواره شماری از پست‌های پیشنهادی تاپ شامل رقص دختران پاوگ بوده‌است. گزارشی در سال ۲۰۲۲ از افزایش ماندگاری کاربران از طریق نمایش ویدیوهای رقص دختران پاوگ به آنان خبر داد. به‌نحوی که بزرگی باسن و اروپایی بودن دختران رقصنده یک عامل مهم برای برخی بازدیدکنندگان وب و کاربران اعلام شد. اگرچه بهره‌گیری کاربران از حالت ایمن توانست فیلتری قدرتمند در برابر این گونه محتوا بسازد.

### ای-گرل و ای-بوی
ای-گرل و ای-بوی یا دختران الکترونیکی و پسران الکترونیکی، که گاهی وقت‌ها به طور گروهی به عنوان بچه‌های الکترونیکی شناخته می‌شوند، یک خرده فرهنگ جوانان نسل زد هستند که در اواخر دهه ۲۰۱۰ پدیدار شدند و به‌ویژه توسط اپلیکیشن اشتراک‌گذاری ویدئو تیک‌تاک آوازه یافتند.

### مد و پوشاک
در بخش مد و پوشاک نیز با سایزهای گوناگون فعالیت در تیک‌تاک انجام می‌شود. مدل‌ها با سایزهای گوناگون در این اپ اکانت دارند.

### حالت ایمن (برای کودکان)
تیک‌تاک در فوریه ۲۰۲۰ یک «حالت ایمنی خانواده» را برای پدرمادرها ساخت تا بتوانند حضور فرزندان خود را در برنامه کنترل کنند. یک گزینه مدیریت زمان روشن بودن نمایشگر، حالت محدود و گزینه‌ای برای ایجاد محدودیت برای پیام‌های مستقیم وجود داشته‌است. تگ‌های رقص نیز گاهی در حالت محدود فیلتر می‌شوند و PAWG, Twerk, White Girls Dance از تگ‌های میلیونی فیلتر شده در حالت محدود هستند. حالت ایمن از بیشتر محتوای زنانه‌سازی مردان توسط زنان و فیندوم (سلطه‌گری مالی زنان بر مردان) پیشگیری می‌کند اما دقیق نیست. ای‌اس‌ام‌ارهایی که جنسی دانسته شوند نیز از همین طریق فیلتر می‌شوند.

### اثر بر بهداشت و سلامت
نگرانی‌هایی وجود دارد که برخی از کاربران ممکن است به سختی استفاده از اپلیکیشن را متوقف کنند.

## دسترسی در کشورها

### ایران
از ۲۱ مهر ۱۳۹۸ به‌صورت یک‌طرفه از سوی تیک‌تاک دسترسی کاربران ایرانی قطع و توسط کارگروه تعیین مصادیق محتوای مجرمانه که وظیفه سانسور اینترنت برای مردم ایران را دارد هم فیلتر شده‌است. این اپلیکیشن برای بیشتر کاربران حتی با فیلترشکن نیز در دسترس نیست و به‌طور کلی از کار افتاده‌است. به گزارش کاربران، تنها راه دسترسی به تیک‌تاک در ایران، درآوردن سیم کارت گوشی و رفع هر نوع شناسایی از جانب تیک‌تاک به موقعیت ایران است. البته تیک‌تاک با برنامه چینی خود یعنی DouYin از ایران پشتیبانی می‌کند ولی این برنامهٔ تیک‌تاک از زبان فارسی پشتیبانی نمی‌کند و فقط به زبان چینی موجود است. از تیرماه ۱۴۰۲ اخبار مبنی بر انتشار تبلیغ کالاهای ایرانی در این پلتفرم از سوی مقامات جمهوری اسلامی ایران منتشر گردیده‌است.
در ۱۳شهریور ۱۴۰۲ برخی از خبرگزاری های ایران خبر از رفع تحریم این برنامه برای ایرانیان دادند اما این برنامه همچنان در ایران فیلتر است 

### روسیه
تیک‌تاک دهمین برنامه پرهوادار در روسیه است. پس از اینکه مجموعه جدیدی از قوانین مقابله با پخش اخبار جعلی روسیه در مارس ۲۰۲۲ تصویب شد، این شرکت مجموعه‌ای از محدودیت‌ها را برای پست‌های وابسته در نظر گرفت.

### آمریکا
در سال ۲۰۱۹، همزمان با تشدید تنش در روابط ایالات متحده آمریکا - چین، اپلیکیشن تیک‌تاک و مالک آن، یعنی شرکت بایت دانس، زیر ذره بین قرار گرفتند.
خبرگزاری رویترز در نوامبر ۲۰۱۹ گزارش کرد که شرکت چینی بایت دانس، مالک تیک‌تاک به دلیل خرید رسانهٔ اجتماعی آمریکایی «موزیکال. لی» به بهای یک میلیارد دلار آمریکا و همچنین نگرانی‌های قانونگذاران آمریکایی در مورد شیوه گردآوری اطلاعات شخصی کاربران و ادعاهای مربوط به سانسور از سوی کمیته نظارت بر سرمایه‌گذاری‌های خارجی مورد بررسی قرار گرفته‌است. این کمیته که زیر نظر وزارت خزانه‌داری ایالات متحده آمریکا کار می‌کند مسئول بررسی و ارزیابی خطر سرمایه‌گذاری‌ها و شرکت‌های خارجی برای امنیت ملی ایالات متحده آمریکا است.
مایک پومپئو، وزیر امور خارجه ایالات متحده آمریکا گفته بود دولت این کشور در حال بررسی ممنوع کردن فعالیت تیک‌تاک است و سخنگوی کاخ سفید نیز اظهار کرد اقدامات در مورد شرکت تیک‌تاک اجرا خواهد شد.
همزمان گروهی از سناتور‌های جمهوری‌خواه در مورد احتمال دخالت تیک‌تاک در انتخابات ریاست جمهوری آمریکا در سال ۲۰۲۰ ابراز نگرانی کردند.
به گزارش خبرگزاری رویترز مارک روبیو، تام کاتن و شماری دیگر از قانونگذاران جمهوری‌خواه در نامه‌ای از دولت دونالد ترامپ خواستند تهدیدهای ناشی از احتمال دخالت این رسانهٔ اجتماعی در انتخابات ریاست جمهوری آمریکا را بررسی کند.
این قانونگذاران در نامه خود به سانسور مضامین حساس در رسانهٔ اجتماعی تیک‌تاک از جمله حذف یک ویدئوی انتقادی از شیوه رفتار دولت چین با اقلیت ایغور و ادعاهای مربوط به دستکاری و جهت دادن به بحث‌های سیاسی در این رسانه توسط دولت چین استناد کرده‌اند. آمریکا پنجشنبه ۱۲ نوامبر اعلام کرد ممنوعیت تیک تاک در این کشور برخلاف پیش‌بینی‌ها اجرایی نخواهد شد.

#### اقدامات
به گزارش خبرگزاری رویترز این نخستین‌باری است که مقامات دولت آمریکا اعلام می‌کنند فعالیت تیک‌تاک از سوی کمیته نظارت بر سرمایه‌گذاری‌های خارجی در حال بررسی است. در ۸ مرداد ۱۳۹۹ استیو منوچین گفت: «فعالیت تیک‌تاک از سوی کمیته نظارت بر سرمایه‌گذاری‌های خارجی در دست بررسی است و ما توصیه‌های خود را در روزهای آینده به رئیس‌جمهور ارائه خواهیم کرد و گزینه‌های مختلف را در نظر داریم.».
رئیس‌جمهور ایالات متحده آمریکا دونالد ترامپ نیز روز همان روز پس از سخنان استیو منوچین گفت: «ما در حال بررسی فعالیت‌های تیک‌تاک هستیم».

#### واکنش تیک‌تاک
یک سخنگوی تیک‌تاک گفت نمی‌تواند در مورد تحقیقات کمیته نظارت بر سرمایه‌گذاری‌های خارجی اظهار نظر کند ولی این شرکت «در حال تولید بهترین ساختارهای امنیتی» و ارائه امن‌ترین خدمات به کاربران نیز است. مدتی پیش از آن یک سخنگوی شرکت تیک‌تاک گفت که با وجود آنکه رسانه اجتماعی ما مخصوص بحث‌های سیاسی نیست «با سرمایه‌گذاری و اقدامات مؤثر سعی می‌کند امنیت این رسانه را تأمین کند و از تجارب سایر رسانه‌های اجتماعی در انتخابات ریاست جمهوری پیشین، بیاموزد». او افزود: «تیک‌تاک هم‌اکنون سیاست‌های مشخصی در مقابله با انتشار اطلاعات غلط دارد و این شرکت، آگهی‌های سیاسی را نمی‌پذیرد و کنترل مضامینی که در رسانهٔ اجتماعی تیک‌تاک منتشر می‌شود بر عهده کارمندانی است که در کالیفرنیا کار می‌کنند و تحت نفوذ هیچ قدرت خارجی نیستند».

#### دخالت در انتخابات آمریکا
گروهی از سناتورهای جمهوری‌خواه نیز در مورد احتمال دخالت این رسانه اجتماعی در انتخابات ریاست جمهوری ۲۰۲۰ آمریکا در ماه نوامبر سخن گفته‌اند.
در ۱۷ تیر ۱۳۹۹ مایک پومپئو، وزیر خارجه ایالات متحده، در مصاحبه‌ای با شبکه خبری فاکس نیوز با هشدار به مردم آمریکا در مورد استفاده از این رسانه ارسال ویدئو گفت: «اگر می‌خواهید اطلاعات شما به دست حزب کمونیست چین بیفتد این اپلیکیشن را دانلود کنید». بر پایه قوانین داخلی چین «شرکت‌ها موظف به همکاری با فعالیت‌های امنیتی هستند که توسط حزب کمونیست چین کنترل می‌شود».

#### پیشنهاد خرید توسط مایکروسافت
به نوشته نشریه فوربز، پس از گفتگوی دونالد ترامپ با خبرنگاران مبنی بر بررسی طرح ممنوعیت استفاده از تیک‌تاک در آمریکا، گفتگوهای بین مایکروسافت و شرکت چینی «بایت دَنس» مالک اصلی این رسانه اجتماعی، به حالت تعلیق درآمد. پس از مدتی، در ۱۲ مرداد ۱۳۹۹ وبلاگ رسمی مایکروسافت، در مطلبی تازه از موافقت ترامپ با ادامه گفتگوها برای خرید احتمالی تیک‌تاک خبر داد.
مدیر عامل مایکروسافت اعلام کرد در پی جلب موافقت رئیس‌جمهوری آمریکا برای خرید رسانه اجتماعی تیک‌تاک، گفتگو با مالک چینی اپلیکیشن تیک‌تاک از سر گرفته خواهد شد. خبرگزاری رویترز در ۱۳ مرداد ۱۳۹۹ خبر داد که رئیس‌جمهوری آمریکا به «بایت دنس» ۴۵ روز مهلت داده تا در مورد فروش این اپلیکیشن به مایکروسافت به نتیجه برسد.

#### مهلت زمانی برای خرید
در ۱۳ مرداد ۱۳۹۹ دونالد ترامپ، رئیس‌جمهوری آمریکا گفت، در صورتی که اپلیکیشن تیک‌تاک تا ۱۵ سپتامبر بخش فعالیت‌های خود را در آمریکا نفروشد فعالیت این رسانه در ایالات متحده ممنوع خواهد شد. رئیس‌جمهوری آمریکا در ادامه گفت، من مهلت را تا ۱۵ سپتامبر ۲۰۲۰ تعیین کردم و در این مقطع زمانی فعالیت این اپلیکیشن در ایالات متحده متوقف خواهد شد. دونالد ترامپ تصریح کرد: من تیک تاک را خواهم بست، مگر آنکه مایکروسافت یا یک شرکت دیگر بتواند با آن توافق رسیده و تیک تاک را بخرد. او در ادامه افزود که به دلایل امنیتی نباید اجازه داد توسط «چین کنترل شوید».

## کشمکش با آمریکا
در ۱۴ مرداد ۱۳۹۹ یک روز پس از آن که رئیس‌جمهور آمریکا فشار را بر اپلیکیشن چینی تیک‌تاک افزایش داد و برای فعالیت آن شرط گذاشت، چین این کشور را به قلدری متهم کرد. به گفته سخنگوی وزارت خارجه چین، موضع‌گیری رئیس‌جمهور آمریکا «خلاف اصول اقتصاد بازار و اصول شفافیت و عدم تبعیض» است. این مقام چینی اقدام آمریکا را «چیزی جز قلدرمآبی» ندانسته‌است. وانگ وِن‌بین در ادامه دولت ترامپ را متهم کرد که «بدون ارائه مدرک… و بدون دلیل بر بعضی از شرکت‌های غیر آمریکایی فشار می‌آورد».

### تحریم مالکان تیک‌تاک
در ۱۶ مرداد ۱۳۹۹ دونالد ترامپ، رئیس‌جمهور سابق ایالات متحده آمریکا با صدور فرمانی اعلام کرد که از یک ماه و نیم دیگر انجام معامله میان آمریکایی‌ها با شرکت‌های چینی مالک اپلیکیشن‌های «تیک‌تاک» و «وی‌چت» ممنوع است. این ممنوعیت از ۴۵ روز پس از ۱۶ مرداد ۱۳۹۹ آغاز و شامل دو شرکت «بایت دانس» و «تنسنت» شد. بر پایه این فرمان، مجوزهای این دو شرکت برای کاربرد اپلیکیشن‌های یادشده در آمریکا اجازه تمدید ندارند.
ترامپ در فرمان خود عنوان کرد که اپلیکیشن تیک‌تاک می‌تواند در کمپین‌های دروغ‌پراکنی به سود حزب کمونیست چین به کار گرفته شود و از این رو ایالات متحده «باید به منظور حفاظت از امنیت ملی ما دست به اقدامی تهاجمی علیه مالکان تیک‌تاک بزند». رئیس‌جمهوری آمریکا در فرمان دیگری گفت اپلیکیشن وی‌چت «به شکل خودکار بخش بزرگی از اطلاعات کاربران خود را ضبط می‌کند که این گردآوری اطلاعات این اجازه را به حزب کمونیست چین می‌دهد که به اطلاعات شخصی و حقوقی آمریکایی‌ها دسترسی داشته باشند».

### استعفای مدیرعامل
روز ۲۷ اوت ۲۰۲۰ (کوین مایر)، یکی از مدیران پیشین شرکت والت دیزنی که در مه ۲۰۲۰ فعالیت خود به عنوان مدیر عامل تیک‌تاک را آغاز کرده بود بخاطر فشارهای دولت آمریکا استعفا کرد. به گزارش آسوشیتدپرس، او در نامه‌ای خطاب به کارمندان تیک‌تاک گفت «تحت تأثیر تغییر چشمگیر در فضای سیاسی» تصمیم گرفته کناره‌گیری کند. کوین مایر در بخشی از نامه خود خطاب به کارمندان تیک‌تاک نوشت:
«من در مورد الزامات تغییر ساختار شرکت و تأثیر آن روی نقش و وظایف من خیلی فکر کرده‌ام. با در نظر گرفتن این مسایل و با توجه به اینکه ما باید خیلی سریع به یک راه حل برسیم با کمال تاسف به شما اطلاع می‌دهم که تصمیم گرفته‌ام از مقام خود استعفا داده و شرکت را ترک کنم.»
شرکت تیک‌تاک در بیانیه‌ای از آقای مایر تشکر کرد و افزود: «ما متوجه هستیم که تغییرات سیاسی ماه‌های اخیر روی وظایف و برنامه‌های آقای مایر تأثیر زیادی خواهد داشت و به تصمیم او کاملاً احترام می‌گذاریم».

### نهایی شدن خرید
در اوایل سپتامبر ۲۰۲۰ پس از تغییر قوانین صادرات چین، گفتگوهای مایکروسافت برای خرید تیک‌تاک متوقف شد. اما در همان ماه، گفتگوهای بین شرکت بایت دنس و ابرشرکت اورکل و وال‌مارت به نتیجه رسید. این نتیجه، با پشتیبانی دونالد ترامپ و شرکت بایت دنس همراه بود. بر پایه این توافق، شرکت تازه‌ای به نام «تیک‌تاک جهانی» آغاز به کار می‌کند که ستاد آن در آمریکا و سهم اوراکل ۱۲/۵ درصد و سهم وال‌مارت ۷/۵ درصد از این شرکت است.